# Patrick Aaltonen
Patrick Aaltonen (tiếng Thái: พาทริค อัลโตเน่น, sinh ngày 18 tháng 3 năm 1994), còn được biết với tên đơn giản Pate, là một cầu thủ bóng đá người Phần Lan-Thái Lan thi đấu ở vị trí hậu vệ cho PTT Rayong.

## Đời sống cá nhân
Aaltonen sinh ra ở Raisio. Bố anh là người Phần Lan và mẹ anh là người Thái Lan.

## Sự nghiệp câu lạc bộ
Patrick Aaltonen bắt đầu sự nghiệp năm 2011 thi đấu cho FC Honka ở Phần Lan. Ubon UMT United mua anh vào năm 2015. Tại mùa giải 2015 anh thi đấu tốt và câu lạc bộ lên chơi ở Giải bóng đá hạng nhất quốc gia Thái Lan. Vào mùa thu năm 2016, Aaltonen trở lại FC Honka ở Kakkonen.

## Danh hiệu

### Câu lạc bộ
FC Honka
- Cúp bóng đá Phần Lan  Vô địch (1): 2012

Ubon UMT United
- Regional League Division 2  Vô địch (1): 2015